# Tomi Odunsi
Tomi Odunsi es una actriz de televisión, cantante y compositora nigeriana conocida por interpretar a "Salewa" en la serie de televisión Tinsel. Es la CEO y fundadora de CGT Media Ltd, una compañía de medios y entretenimiento africana.

## Biografía
Odunsi nació el 24 de mayo de 1987 en Ogun, Nigeria. Asistió a la Universidad de Lagos, donde obtuvo una licenciatura en Lingüística y Lenguas Africanas con especialización en yoruba. Estrenó su sencillo debut, "I Wan Blow", en abril de 2013.
Como actriz ha participado en proyectos como la serie de televisión Tinsel, el documental Run: docudrama y las películas Seven (2019) y Render to Caesar. También compuso los temas de The Magic 2013 Christmas Theme Song.

## Teatro
- Oluronbi: The Musical[9][10] 1 & 2: Sope (apoyo). Producciones aborígenes.
- Oluronbi: El Musical[11][12] 3: Ope (apoyo). Producciones aborígenes
- Fractures[13][14] Toju (Plomo). Producciones aborígenes
- Rubiewe[15][16][17] Producciones Paws.
- Saro: El Musical[18][19][20] Ronke (Apoyo). Producciones TerraKulture BAP